# 楊昂
楊 昂（よう こう、生没年不詳）は、中国後漢時代末期の武将。

## 正史の事跡
| 姓名         | 楊昂           |
| 時代         | 後漢時代       |
| 生没年       | 〔不詳〕       |
| 字・別号     | 〔不詳〕       |
| 出身地       | 〔不詳〕       |
| 職官         | 大将または将軍 |
| 爵位・号等   | -              |
| 陣営・所属等 | 張魯           |
| 家族・一族   | 〔不詳〕       |

張魯配下。建安17年（212年）、馬超が涼州の隴上で再び蜂起した際に、楊昂は張魯の命により馬超を支援した。この年の8月に韋康が馬超に降伏すると、馬超は楊昂に命じて韋康を殺害させている。その後、楊昂は張魯の下へ帰還した。
建安20年（215年）7月、曹操が張魯討伐のために陽安関を攻撃してくると、楊昂は張衛・楊任と共に関所を守備し、一時は曹操軍を撃退した。しかし、曹操が高祚らが率いる別働隊に命じて夜襲させたため、張魯軍が大敗し楊任は戦死した。その後の楊昂の行方は定かではない。

## 物語中の楊昂
小説『三国志演義』でも登場するが、ここでは無能な将軍として描かれている。楊任と共に陽平関を守るが、楊任の諫止も聞かずに無謀な出撃を行ない、曹操軍に撃破される。最後は、張郃に討ち取られてしまう。